# Türkan Şoray
Türkan Şoray (ur. 28 czerwca 1945 w Eyüp k. Stambułu) – turecka aktorka i reżyserka filmowa.

## Życiorys

### Dzieciństwo i edukacja
Urodziła się w Eyüp, jako pierwsze dziecko urzędnika państwowego Halita Şoraya, pochodzenia czerkieskiego i Melihy, tureckiej imigrantki, która przybyła w latach 20. do Turcji z Salonik. Po rozwodzie rodziców przeniosła się z matką i dwiema młodszymi siostrami do Stambułu. Uczyła się w szkole dla dziewcząt Fatih w Stambule. 

### Kariera
Zadebiutowała przed kamerą w 1960, jeszcze w czasie nauki w szkole średniej. W 1964 została po raz pierwszy wyróżniona prestiżową nagrodą Złotej Pomarańczy na Festiwalu Filmowym w Antalyi za rolę Nermin w filmie Acı Hayat. Cztery lata później otrzymała drugą Złotą Pomarańczę za rolę w filmie Vesikalı Yarim. W latach 70. stała się jedną z najbardziej rozpoznawalnych aktorek tureckich, partnerując najczęściej Kadirowi İnanırowi. Od lat 90. występuje głównie w serialach telewizyjnych. W swojej karierze wystąpiła w ponad 200 filmach i serialach. W 1972 zadebiutowała jako reżyserka filmem Dönüş. Do roku 2015 wyreżyserowała kolejne cztery filmy.
W 2010 została wybrana Ambasadorem dobrej woli UNICEF.

### Życie prywatne
Była drugą żoną aktora Cihana Ünala, za którego wyszła w roku 1983 i rozwiodła się cztery lata później. Ma córkę Yağmur.

## Role filmowe (wybór)
- 1960: Aşk Rüzgarı jako Nil
- 1960: Güzeller Resmi Geçidi jako Ayşe
- 1961: Otobüs Yolcuları jako Nevin
- 1961: Utanmaz Adam jako Sevim
- 1962: Acı Hayat jako Nermin
- 1962: Lekeli Kadın jako Türkan
- 1962: Aşk Yarışı jako Zaynep
- 1963: Beni Osman Öldürdü jako Türkan
- 1963: Ayşecik Canımın İçi jako Elif
- 1964: Fıstık Gibi Maşallah jako Gülten
- 1964: Kader Kapıyı Çaldı jako Leyla
- 1965: Garip Bir İzdivaç jako Zeynep Gökalp
- 1968: Vesikalı Yarim jako Sabiha
- 1970: Ağlayan Melek jako Sabahat
- 1973: Güllü Geliyor Güllü jako Güllü Fındıkoğlu
- 1977: Selvi Boylum, Al Yazmalım jako Asya
- 1987: Rumuz Goncagül jako Gülsün
- 2004: Ayın Yıldızı jako Karagümrüklü Karakız

## Filmy wyreżyserowane
- 1972: Dönüş
- 1973: Azap
- 1976: Bodrum Hakimi
- 1981: Yılanı Öldürseler (wspólnie z Şerifem Görenem)
- 2015: Uzaklarda Arama